# Düsseldorf
För andra betydelser, se Düsseldorf (olika betydelser).

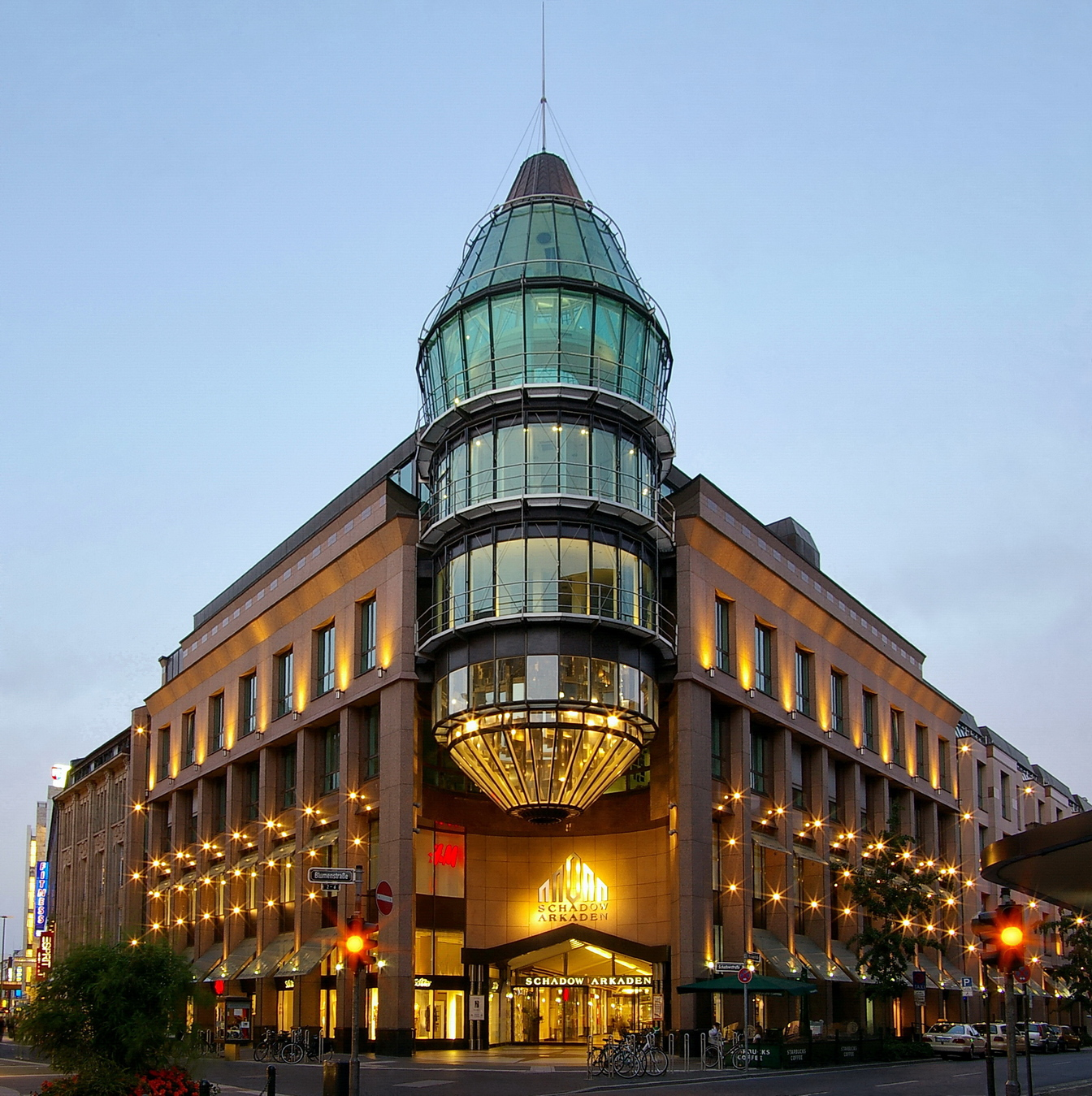
Schadow Arkaden Shopping galleria

Düsseldorf är huvudstad i Tysklands folkrikaste förbundsland Nordrhein-Westfalen. Den tillhör Regierungsbezirk Düsseldorf. 
Staden är Nordrhein-Westfalens näst största, med cirka 630 000 invånare. Den ligger i huvudsak på den östra sidan av Rhen där floden Düssel har sitt utflöde, och är en del av storstadsområdet Rheinschiene. Flughafen Düsseldorf International är en av Tysklands största flygplatser. Düsseldorfs industrier spänner mellan så olika områden som kemi, maskintillverkning, elektronikindustri, telekommunikation och livsmedelstillverkning.
Düsseldorf är en betydande konststad, med omfattande konstsamlingar och museer, och har en av de mest erkända konstakademierna i Europa, Kunstakademie Düsseldorf.
Den gamla stadsdelen är känd för sina många ölstugor och kallas världens längsta bardisk.

## Historia
Då Romerska imperiet stärkte sitt grepp om Europa, hängde några få germanska stammar kvar i sumpmarkerna vid floden Rhens stränder.
På 600- och 700-talen växte små jordbruks- och fiskebyar upp där floden Düssel förenas med Rhen. Det var från dessa små byar som staden Düsseldorf växte upp.
Första gången staden omnämns är år 1135 då den kallades Düsseldorp. Det sades att under kejsaren Fredrik Barbarossa blev den lilla staden Kaiserswerth, som låg strax norr om Düsseldorf, en starkt befäst utpost där soldaterna höll ett vakande öga på allt som rörde sig på Rhen. Kaiserswert blev slutligen en förort till Düsseldorf 1929.
1186 kom Düsseldorf under hertigdömet Berg. Bergs grevar flyttade sitt säte till staden 1280. Den 14 augusti 1288 är ett av de viktigaste datumen i Düsseldorfs historia eftersom det var då som den suveräne greven Adolf V av Berg tilldelade byn vid floden stadsrättigheter.
Innan detta kungjordes hade en blodig maktkamp ägt rum på platsen mellan ärkebiskopen av Köln och greven av Berg, vilket kulminerade i slaget vid Worringen. Ärkebiskopens styrkor utraderades fullständigt vilket banade vägen för Düsseldorfs upphöjande till stad. Detta påminns man om än idag av ett monument vid Burgerplatz. Det sägs ofta att från den dagen till nutid har det funnits någon sorts fiendskap mellan invånarna i Köln och Düsseldorf, detta är dock historiskt felaktigt eftersom Düsseldorfs medborgare kämpade sida vid sida med Köln. Rivaliteten mellan de två städerna startade mot slutet av 1800-talet då Düsseldorf började växa mycket snabbt som ett resultat av den industriella revolutionen. I dag kommer den mest till uttryck i humoristisk form (speciellt under den rhenländska karnevalen).
En marknadsplats uppstod på Rhens strand och denna blev ett torg som skyddades av murar i fyra väderstreck. 1380 blev Düsseldorf en regional huvudstad i hertigdömet Berg. Under de följande århundradena byggdes flera berömda landmärken, bland annat St. Lambertus Kollegiat-kyrka. År 1609 dog hertigätten Jülich-Berg-Cleves ut och efter en våldsam kamp som följde om efterföljare, föll Jülich och Berg för grevarna av Pfalz-Neuburg, som gjorde Düsseldorf till sin huvudort, även efter att de ärvde Palatinatet år 1685 och blev därigenom kurfurstar.
Düsseldorfs tillväxt var än mer imponerande under Johann Wilhelm II:s (regeringstid 1690–1716) på 1700-talet, även kallad Jan Wellem. Starkt influerad av sin hustru Anna Maria Lovisa av Medici, uppförde konstälskaren ett omfattande konstgalleri, Gemäldegalerie Düsseldorf, som kunde visa upp en stor samling av målningar och skulpturer.
Efter den barnlöse Jan Wellems död föll den blomstrande staden tillbaka till hårda tider, särskilt efter att kurfursten Karl Theodor ärvde Bayern och flyttade kurfurstehovet till München. Under de Franska revolutionskrigen flyttades konstsamlingen från Gemäldegalerie Düsseldorf till München, där den idag är en del av Alte Pinakothek.
Efter Wienkongressen kom Düsseldorf från april 1815 att tillhöra Preussen.
Stadens konstakademi fick en nystart 1819 som kunglig preussisk konstakademi och under Wilhelm von Schadows ledning utvecklade sig den till en av de mest erkända konstakademierna i Europa och gav namn till konstriktningen Düsseldorfskolan.
Vid mitten av 1800-talet medförde industrialiseringen att Düsseldorf fick ett ekonomiskt uppsving och staden hade 100 000 invånare 1882; siffran fördubblades till 1892. Men första och andra världskriget tog hårt på staden som föll ned i depression. Under andra världskriget förvandlades staden till en hög av bråte på grund av de 24-timmars bombningar som den utsattes för.
1946 blev Düsseldorf huvudstad i det nybildade förbundslandet Nordrhein-Westfalen. Stadens återuppbyggnad inleddes och Düsseldorf växte till den välmående kultur-, handels-, industri- och administrativa stad vi känner idag.

## Distrikt och stadsdelar
Düsseldorf har 10 stadsdistrikt och 50 stadsdelar.
- Bezirk 1: Altstadt, Carlstadt, Derendorf, Golzheim, Pempelfort, Stadtmitte
- Bezirk 2: Düsseltal, Flingern-Nord, Flingern-Süd
- Bezirk 3: Bilk, Flehe, Friedrichstadt, Hafen, Hamm, Oberbilk, Unterbilk, Volmerswerth
- Bezirk 4: Heerdt, Lörick, Niederkassel, Oberkassel
- Bezirk 5: Angermund, Kaiserswerth, Kalkum, Lohausen, Stockum, Wittlaer
- Bezirk 6: Lichtenbroich, Mörsenbroich, Rath, Unterrath
- Bezirk 7: Gerresheim, Grafenberg, Hubbelrath, Knittkuhl, Ludenberg
- Bezirk 8: Eller, Lierenfeld, Unterbach, Vennhausen
- Bezirk 9: Benrath, Hassels, Himmelgeist, Holthausen, Itter, Reisholz, Urdenbach, Wersten
- Bezirk 10: Garath, Hellerhof

## Näringsliv

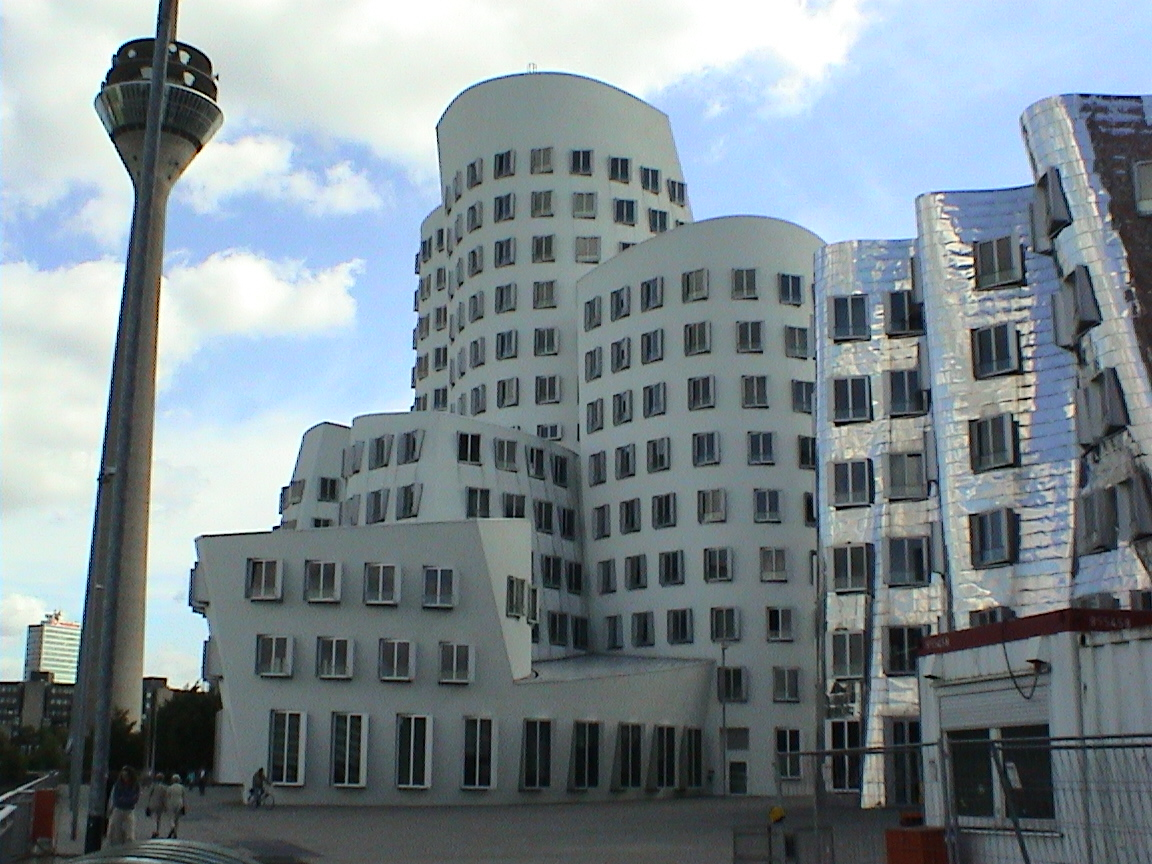
Medienhafen

Düsseldorfs närhet till Köln och Ruhrområdet tillsammans med rollen som förbundslandshuvudstad har gjort det till ett centrum för näringslivet. Flera storföretag har sina huvudkontor i Düsseldorf: energikoncernen Uniper, stålkoncernen ThyssenKrupp, kemiföretagen Henkel och Degussa med flera.

## Infrastruktur

### Flygplatser
Düsseldorf har tre flygplatser:
- Düsseldorfs internationella flygplats (DUS), vilken är Tysklands tredje största flygplats och har 180 destinationer av cirka 70 flygbolag (bland annat SAS). Flygplatsen ligger 8 km från centrum och kan lätt nås med tåg eller S-bahn.
- Flughafen Düsseldorf-Mönchengladbach (MGL). Flygplatsen ägs till 70 procent av Düsseldorfs internationella flygplats. Idag används flygplatsen till civil- och fraktflyg på grund av den korta landningsbanan. Planer finns att bygga ut den för att bli ett alternativ till Düsseldorfs internationella flygplats. Flygplatsen ligger cirka 30 km väst om Düsseldorf.
- Weezes flygplats eller Flughafen Niederrhein (NRN). Flygplatsen är baserad på den tidigare Royal Air Force-basen RAF Laarbruch och ligger 80 km norr om Düsseldorf. Flygbolagen som flyger hit kallar den Düsseldorf-Weeze. (Från Sverige når man hit med Ryanair).

### Järnväg
Staden är en viktig hub i Deutsche Bahns järnvägsnät och fler än 1 000 tåg per dag stannar i Düsseldorf.

### Motorvägar
Flera motorvägar passerar Düsseldorf, bland andra A3, A44, A46, A52, A57, A59 och A524.

## Little Tokyo

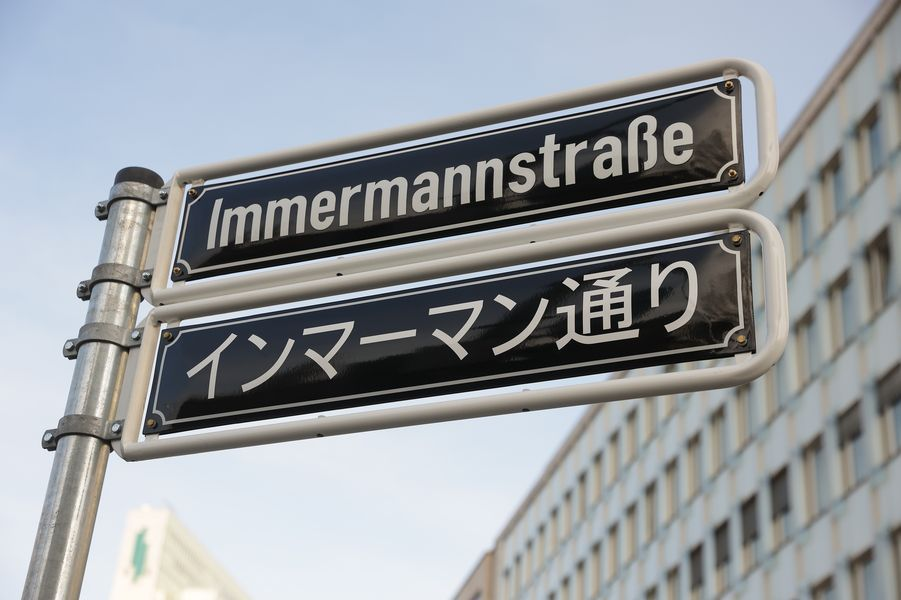
Tvåspråkiga gatunamn i Düsseldorf (japanska och tyska)

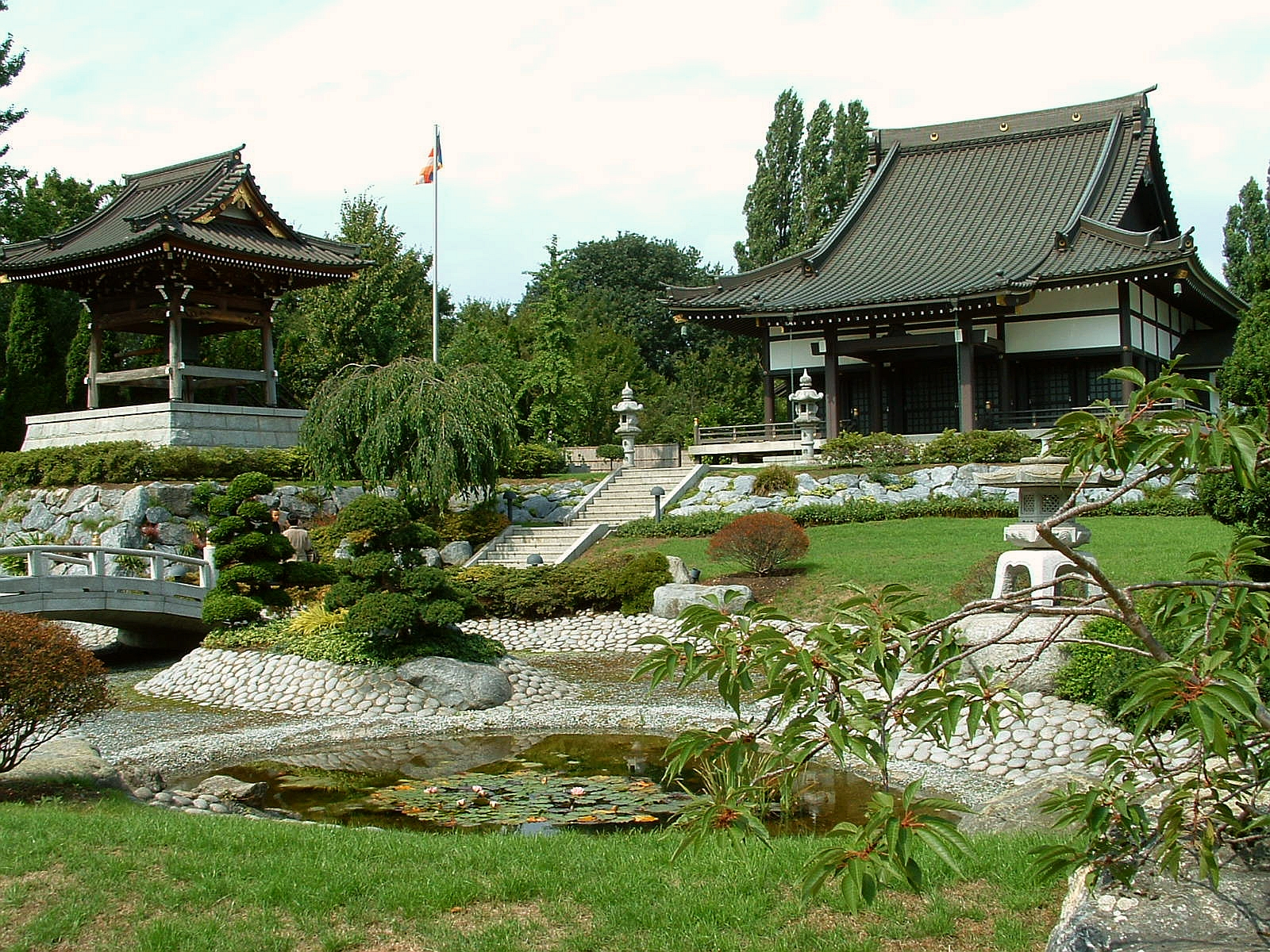
Eko-huis för japansk kultur

Runt 8 000 japaner bor i Düsseldorf och det är en av de största japanska bosättningarna i Europa. Efter andra världskriget kom många japaner till Tyskland för att arbeta och industrialiseringen av Ruhrområdet förde många japanska företag till närliggande Düsseldorf. På 1970-talet utvecklades gatorna runt Immermannstrasse nära centralstationen till ett japanskt kvarter, där många japanska kontor, restauranger och butiker slog sig ned.
1993 byggdes "Eko-huset för japansk kultur" i Düsseldorf-Niederkassel, som också har det största japanska templet i Europa. Förutom tempel rymmer området även den japanska trädgården och det japanska daghemmet. Varje år firas "Japandagen" i Düsseldorf med över 600 000 besökare. Många kulturella evenemang erbjuds och fyrverkeri vid Rhen.

## Sport

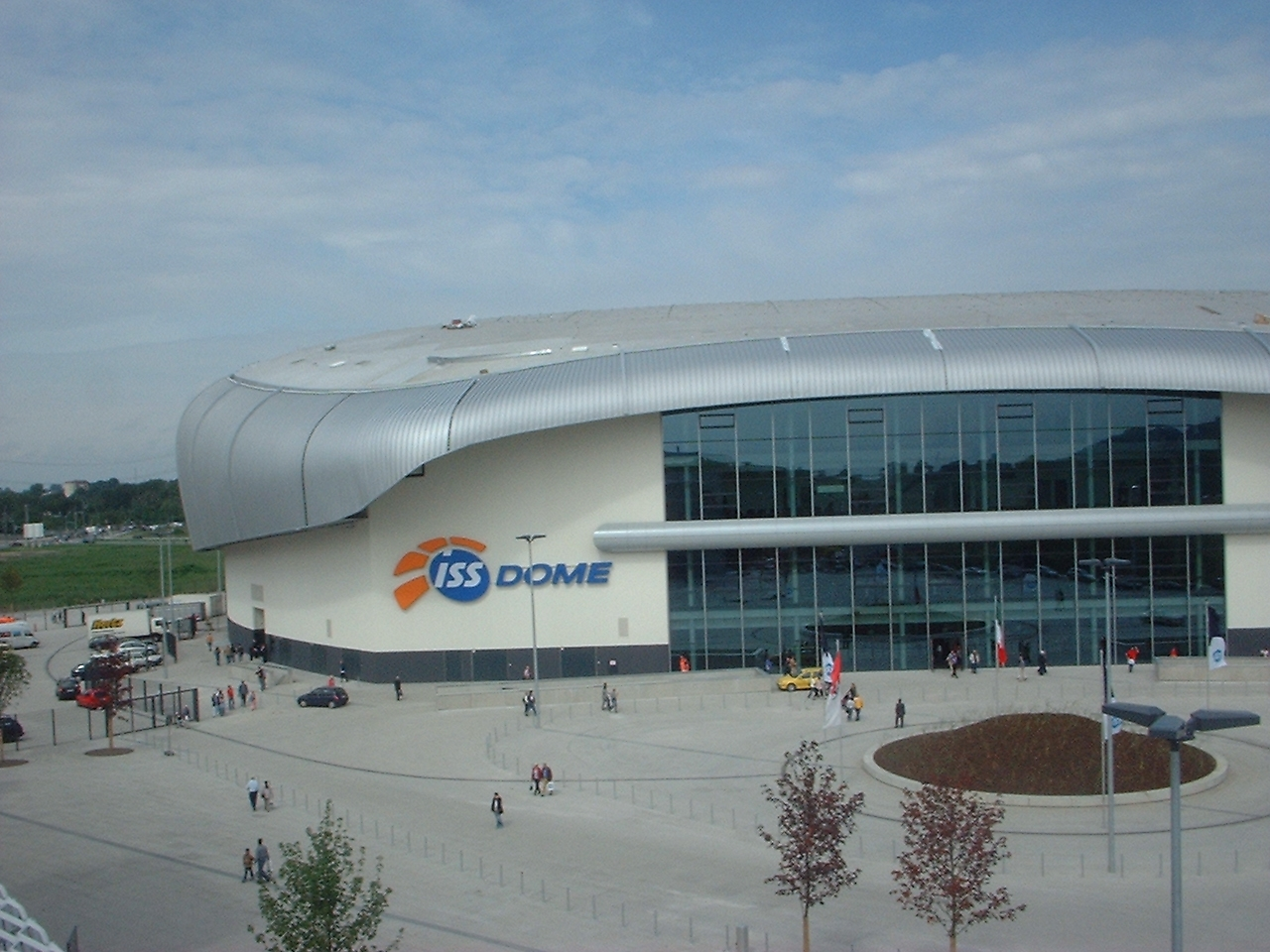
Düsseldorfs ishockeyarena

Fotbollsanhängare hade 1974 sina största dagar, då världsmästerskapet i fotboll spelades på bland annat Rheinstadion i Düsseldorf och Västtyskland segrade. Dock var Düsseldorf den enda staden av de som arrangerade Världsmästerskapet i fotboll 1974 som inte fick arrangera Världsmästerskapet i fotboll 2006. Till vardags får stadens fotbollspublik nöja sig med att följa hemmalaget Fortuna Düsseldorf som åter igen spelar i den tyska högstaligan efter avancemang från 2. Bundesliga våren 2018. 2005 spelades den första matchen på stadens nya arena, LTU Arena.
DEG Metro Stars (Düsseldorfer EG) är ett av Tysklands mest framgångsrika ishockeylag och har vunnit ligan åtta gånger. Düsseldorf hade även ett amerikanskt fotbollslag Rhein Fire som var ett av Europas främsta tills ligan NFL Europe upphörde 2007.

## Konst

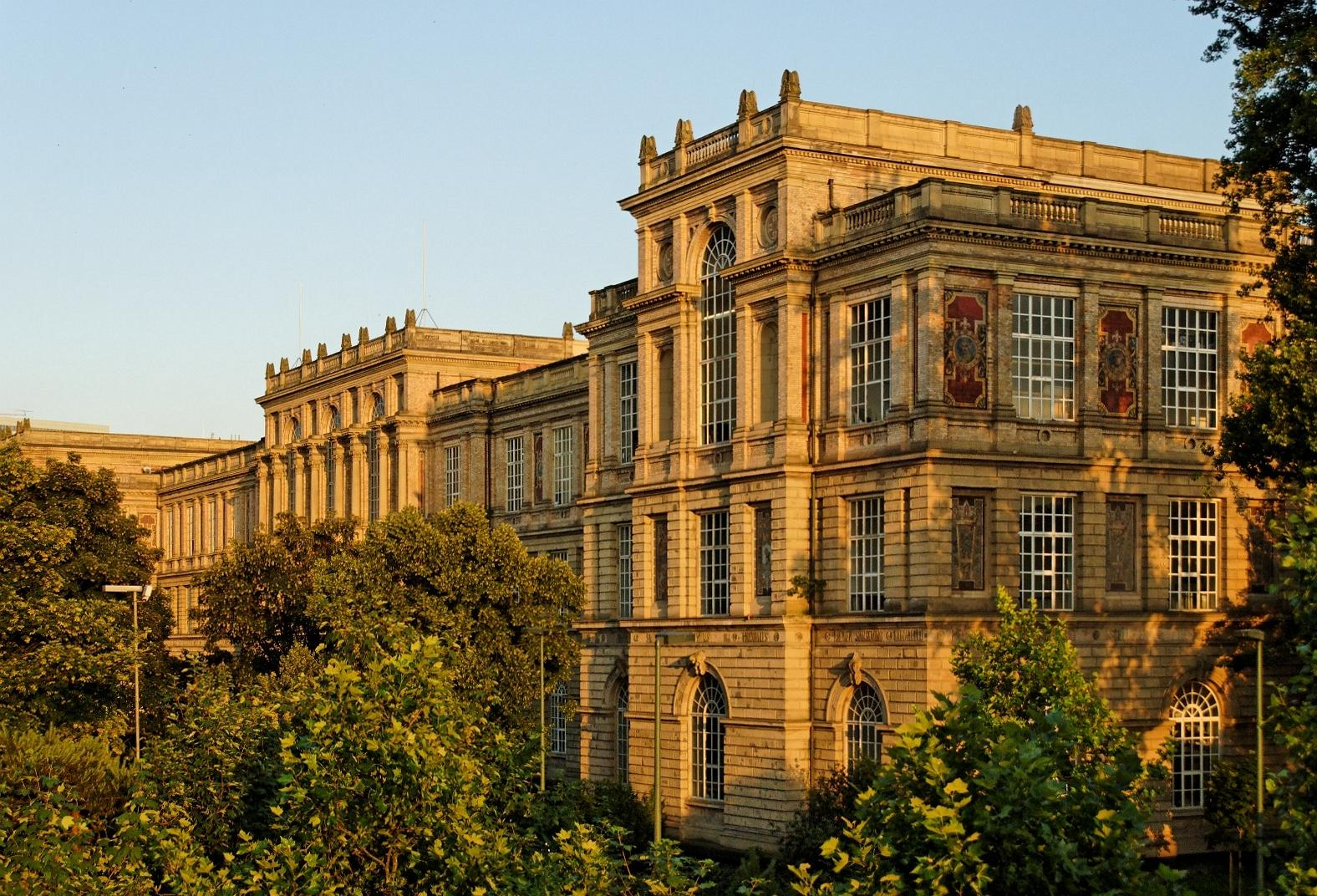
Kunstakademie Düsseldorf

Düsseldorf är en av konstvärldens stora städer. Här bor många konstnärer och konststuderande, och staden har många konstsamlingar och museer.
Düsseldorfs konstakademi, Kunstakademie Düsseldorf, är en av de mest erkända i Europa. Bland lärare och studenter som verkat vid akademin märks bland annat Paul Klee, August Macke, Joseph Beuys, Gerhard Richter, Sigmar Polke, Bernd och Hilla Becher, Candida Höfer, Andreas Gursky och Rosemarie Trockel.

## Musik
Flera av Tysklands största musikgrupper kommer från Düsseldorf. 
- Die Toten Hosen
- Kraftwerk
- Die Krupps
- DAF
- Fehlfarben
- Der Plan

## Vänorter
- Reading, Storbritannien (sedan 1947, officiellt sedan 1988)
- Haifa, Israel [7]
- Chemnitz, Tyskland
- Toulouse, Frankrike
- Warszawa, Polen
- Chongqing, Kina
- Palermo, Italien
- Chiba prefektur, Japan
- Tjernivtsi, Ukraina[8]

- Moskva, Ryssland: För närvarande avstängd på grund av den ryska invasionen av Ukraina sedan 2022.

## Kända personer
- Klaus Allofs
- Heinrich Heine
- Helmut Hentrich
- Peter Kürten
- Doro Pesch
- Robert Schumann
- Rosemarie Nitribitt